# Massimino di Micy
Massimino (Mesmin) (Micy, ... – 15 dicembre 520) è stato un religioso e abate franco.

## Biografia
Nel 510, insieme a suo zio sant'Euspicio, fondò il Monastero di Micy grazie ad una donazione del re franco Clodoveo I. Ne fu anche il primo abate.
San Massimino ebbe molti discepoli, fra i quali sant'Avito, san Lifardo, fratello di san Leonardo di Noblac, sant'Urbino, san Calerifo, san Teodemiro, san Laudomaro.
San Massimino è ricordato nel Martirologio romano il 15 dicembre, giorno della sua morte. Le sue reliquie sono custodite nel monastero di Micy.